# 獨角獸號巡防艦
獨角獸號（英語：HMS Unicorn）是一艘現存的19世紀利達級巡防艦。獨角獸號被列入國家歷史艦隊船隻名單，現是一艘位於蘇格蘭鄧迪的船隻博物館。他是現存世上最古老的六艘船隻之一，及被認為是航海時代最完好無損的戰船。

## 歷史
獨角獸號在查塔姆造船厂建造，於1824年下水。當時造船業正經歷轉變時期，適合造船的木材越來越難取得，取而代之的是鐵。
由於獨角獸號建於拿破崙戰爭，因此它從未裝上帆具，只是建成後被拖船從查塔姆拖至鄧迪停泊，此後140年成為一艘廢船。由於沒有航行，因此獨角獸號的木材船體良好地保存。1960年代它開始改裝為一艘博物館。

## 外部連結
- HMS Unicorn - official site （页面存档备份，存于）